# Eulimnichus subitus
Eulimnichus subitus är en skalbaggsart som beskrevs av Wooldridge 1979. Eulimnichus subitus ingår i släktet Eulimnichus och familjen lerstrandbaggar. Inga underarter finns listade i Catalogue of Life.